# Suore della Provvidenza (Saint Mary-of-the-Woods)
Le Suore della Provvidenza (in inglese Sisters of Providence of Saint Mary-of-the-Woods) sono un istituto religioso femminile di diritto pontificio: i membri di questa congregazione pospongono al loro nome la sigla S.P.

## Storia

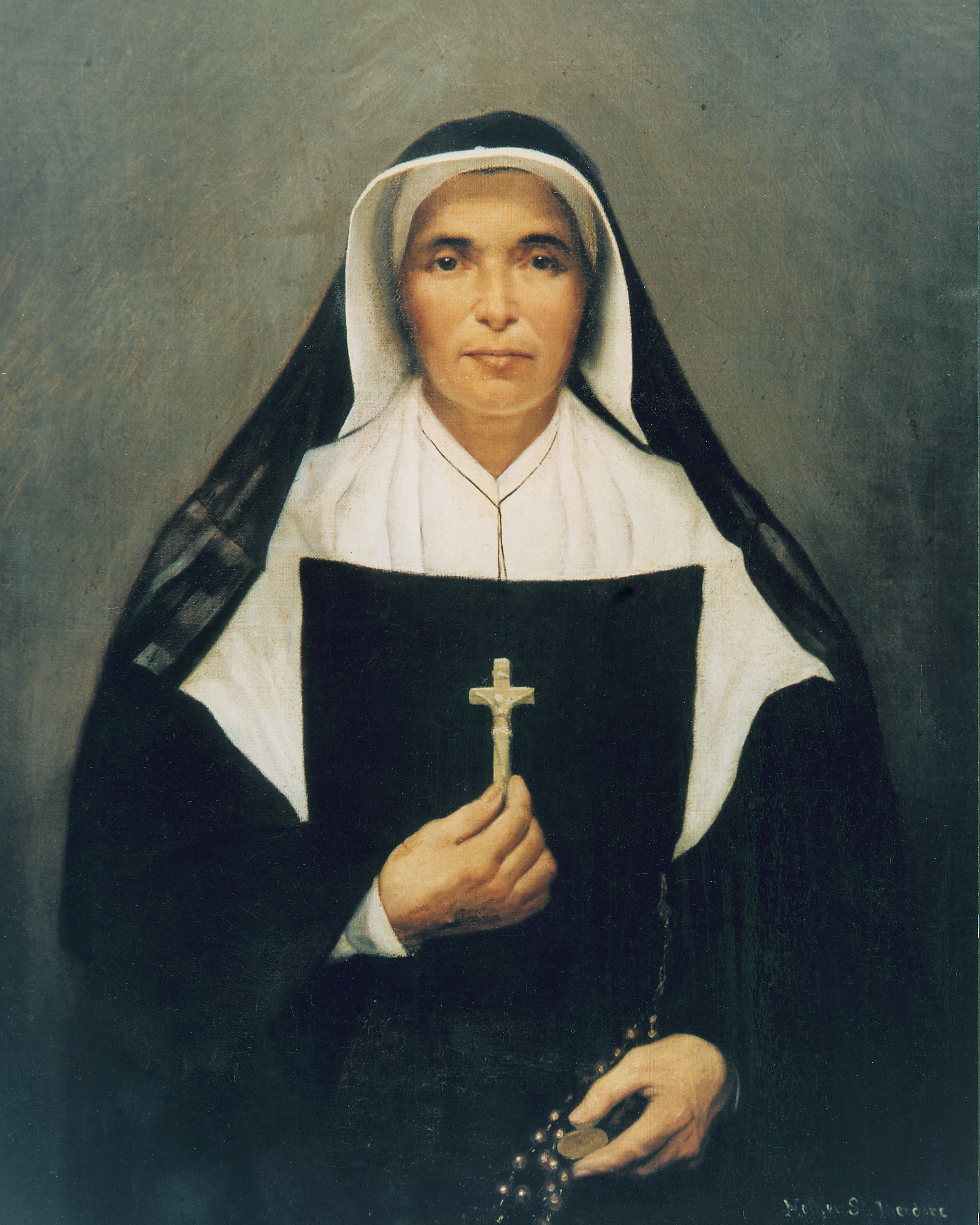
Théodore Guérin, fondatrice della congregazione

Nel 1834 il vescovo di Vincennes, Simon Bruté (1779-1839), inviò in Francia il suo vicario generale, Célestine de la Hailandière (1798-1882) per cercare religiosi disposti a trasferirsi nella neocostituita diocesi per dedicarsi all'insegnamento e ad altre opere pastorali: nel corso del viaggio Hailandière apprese dalla morte del suo vescovo e della sua elezione quale suo successore.
Accogliendo l'appello del vescovo americano, Théodore Guérin (1798-1856) lasciò le Suore della Provvidenza di Ruillé-sur-Loir e, il 22 ottobre 1840, fondò una casa autonoma a Saint-Mary of the Woods, presso Terre Haute, nell'Indiana. La regola della comunità fu la stessa dell'omonimo istituto di Ruillé, approvata dal vescovo di Le Mans Jean-Baptiste Bouvier. Durante la guerra di secessione americana le suore prestarono anche servizio infermieristico negli ospedali da campo.
La congregazione ottenne il pontificio decreto di lode il 3 giugno 1887 e le sue costituzioni vennero approvate definitivamente dalla Santa Sede il 12 marzo 1894. Il 10 luglio 1913 le Suore della Provvidenza vennero aggregate all'Ordine dei Frati Minori Conventuali.
La fondatrice è stata canonizzata da papa Benedetto XVI il 15 ottobre 2006.

## Attività e diffusione
Le Suore della Provvidenza si dedicano all'istruzione e all'educazione cristiana della gioventù.
Sono presenti negli Stati Uniti d'America e a Taiwan. La sede generalizia è a Saint Mary-of-the-Woods, in arcidiocesi di Indianapolis.
Al 31 dicembre 2005 l'istituto contava 474 religiose in 172 case.